# Saiwa
La Saiwa (acronimo di Società Accomandita Industria Wafer Affini) è una impresa alimentare italiana fondata a Genova nel 1900 e operante nella produzione di snack dolci e salati, quali biscotti, cracker e patatine.
L'unico stabilimento di produzione attuale si trova in Località Pedaggera a Capriata d'Orba, Alessandria, nel Novese, territorio del Basso Piemonte che ospita altri importanti marchi del settore dolciario nazionale. La sede amministrativa fino al 2016 era a Genova. Nel contesto industriale multinazionale, approvvigionamenti e produzioni sono delocalizzati anche a stabilimenti di consociate estere. Il suo prodotto più famoso è il biscotto al frumento Oro Saiwa.
In Italia il marchio è di proprietà della Saiwa S.r.l. società controllata dal gruppo Mondelēz, dopo essere appartenuto al gruppo nordamericano Kraft Foods Inc. e precedentemente a Nabisco.

## Storia

### Inizio e il primo dopoguerra
Pietro Marchese aprì in via Galata a Genova nel 1900 una pasticceria dove vendere dei dolci degustati durante un suo viaggio in Inghilterra: i sugar wafer. La piccola impresa crebbe col tempo, arrivando ad essere una delle prime industrie dolciarie italiane e nel 1922 viene registrata come S.A.I.W.A. (Società Accomandita Industria Wafer e Affini) con sede in corso Giulio Cesare (dal 1945, corso Gastaldi). Il nome della società venne coniato da Gabriele D'Annunzio che contribuì anche ad alcune campagne pubblicitarie.
Fra le due guerre conquista il primo posto come industria dolciaria in Italia. Nel 1922 diventa fornitore ufficiale della famiglia reale italiana. Nel 1942 la fabbrica viene ricostruita dopo i bombardamenti, e oltre all'aggiunta di nuovi forni, vengono costruite le prime macchine confezionatrici, che resero la Saiwa la prima azienda in Italia a distribuire biscotti confezionati.

### Il secondo dopoguerra e le cessioni dei marchi
Nel 1965 la Saiwa passa sotto il controllo della Nabisco, multinazionale statunitense, sotto la quale nascono gli stabilimenti di Locate di Triulzi (1969) e di Capriata d'Orba (1985), in provincia di Alessandria, quest'ultimo in sostituzione dello stabilimento di Genova in corso Gastaldi, ormai obsoleto e circondato da abitazioni residenziali. La sede amministrativa resta a Genova in via Cecchi.
Nel 1989 la Nabisco vende l'azienda alla BSN Gervaise Danone. Nel 2001, nell'ambito di un progetto di razionalizzazione delle produzioni europee di biscotti, viene iniziata la chiusura dello stabilimento di Locate di Triulzi, terminata nel 2004 (l'area occupata dalla fabbrica è stata recuperata con la costruzione del centro commerciale Scalo Milano, inaugurato nel 2016); contemporaneamente viene ampliato lo stabilimento di Capriata d'Orba.

### L'acquisizione della Kraft
Nel 2007 il Gruppo Danone cede l'intero ramo dei biscotti europeo, di cui fa parte la Saiwa, alla Kraft (si tratta quasi di un ritorno al passato, infatti nel frattempo l'azienda americana, diventata poi Mondelēz International, ha comprato anche la Nabisco); in tal modo l'azienda ligure comincia a commercializzare in Italia il biscotto Oreo (della Nabisco), che, pur esistendo dal 1912 ed essendo diventato il biscotto più venduto in assoluto di tutto il XX secolo, in Italia non era mai stato reso disponibile fino ad allora.
Nel luglio 2009, dopo l'incontro tra l'assessore alle Politiche Attive del Lavoro della regione Liguria, Enrico Vesco, con una delegazione di sindacati e RSU della Saiwa, emerse la volontà di Kraft Foods Italia di trasferire gli uffici e la direzione a Milano, trasformando in sede secondaria quella genovese.

## Prodotti
- Wafer Saiwa – wafer
- Urrà Saiwa – wafer ricoperto
- Oro Saiwa – biscotti
- Oro Ciok – biscotti
- Premium Saiwa – cracker
- Vitasnella – biscotti
- Ritz – cracker
- Tuc – cracker salati
- Mikado – biscotti
- Oro Ministelle – biscotti
- Oreo – biscotti
- Cipster – estrusi di patate
- Fonzies – estrusi di mais
- Yonkers – estrusi di mais
- Bel Bon – biscotti